# Trifun Živanović
Trifun Živanović, serb. Трифун Живановић (ur. 17 kwietnia 1975 w Santa Monica) – serbski łyżwiarz figurowy, startujący w konkurencji solistów. Uczestnik igrzysk olimpijskich (2006), uczestnik mistrzostw świata i Europy, 6-krotny mistrz kraju.
Początkowo Živanović reprezentował kraj, w którym urodził się, czyli Stany Zjednoczone (1992–2001). W 2001 roku przeprowadził się do Belgradu i otrzymał jugosłowiański paszport. W kolejnych latach startował pod flagą Jugosławii, następnie Serbii i Czarnogóry (którą reprezentował na igrzyskach), w ostatnim sezonie swoich startów 2006/2007 jeździł dla Serbii.

## Życiorys
Živanović urodził się w Santa Monica, a dorastał w Beverly Hills w rodzinie serbskiego mechanika samochodowego. Jego matka Glenda cierpiała na zanik mięśni.
W wieku 9 lat był zainteresowany hokejem, ale trener, będąc pod wrażeniem jego szybkości i zręczności, przekonał młodego Živanovicia do spróbowania swoich sił w łyżwiarstwie figurowym. W 1999 roku Živanović został wicemistrzem Stanów Zjednoczonych, zaś rok później zdobył brązowy medal. W 2001 roku, już jako 26-letni zawodnik, Živanović zdawał sobie sprawę, że ze względu na swój wiek nie ma szans na zdobycie miejsca w amerykańskiej reprezentacji olimpijskiej. Jeszcze w tym samym roku wrócił do Jugosławii, z której pochodził jego ojciec. W tamtym czasie Jugosławia miała na swoim koncie zaledwie jeden medal olimpijski i żadnego łyżwiarza figurowego, który mógłby walczyć o awans olimpijski, dlatego Živanović upatrywał w tym swoją szansę. 
Trifun Živanović otrzymał paszport jugosłowiański i przeniósł się do Belgradu. W sezonie 2001/2002 nie miał szans na odpowiednie przygotowanie, gdyż jedyne lodowisko w mieście było często zamknięte, a zamiast treningów na lodzie pracował na farmie jednego z członków rodziny. Pomimo tego zdobył pierwszy z sześciu kolejnych tytułów mistrza kraju. 
Jego walka o awans olimpijski rozpoczęła się na mistrzostwach świata w 2005 w Moskwie, gdzie kwalifikację olimpijską zdobyło 24 najlepszych zawodników. Živanović zajął 30. miejsce. Kilka miesięcy później wziął udział w europejskich kwalifikacjach olimpijskich w Wiedniu (Memoriał Karla Schäfera 2005), gdzie na igrzyska awansowało top 6 zawodników. Tym razem Živanović był 9. Kwalifikację olimpijską miało zapewnioną 30 solistów, zaś Živanović był w tamtym czasie na 74. miejscu na świecie. 
Živanović wrócił do Burbank, gdzie uczył dzieci łyżwiarstwa w lokalnym klubie. Prowadził spokojne życie, pracując dorywczo na prywatnych pokazach łyżwiarskich oraz udzielając prywatnych lekcji łyżwiarstwa. W międzyczasie kolejni łyżwiarze wypadali z kolejki do występu na Zimowych Igrzyskach Olimpijskich 2006 w Turynie. Tydzień przed rozpoczęciem igrzysk jeden z oficjeli Serbii i Czarnogóry próbował bezskutecznie dodzwonić się do niego w środku nocy. Nie odebrał telefonu, dlatego informację o awansie olimpijskim przekazała mu rano matka Glenda. Živanović otrzymał wsparcie rodziny oraz jego uczniów, którzy tuż przed wyjazdem zaprosili swojego trenera na lodowisko Pickwick Ice Center i uhonorowali własnym medalem. 
Živanović reprezentował na igrzyskach Serbię i Czarnogórę, choć ledwo znał język tego kraju i nie rozpoznawał jego hymnu. Był jednym z sześciu reprezentantów Serbii i Czarnogóry w Turynie. 

Jego czerwono-biała kurtka Serbii i Czarnogóry? Kupiona w sklepie z artykułami sportowymi. Jej gigantyczne godło zostało zaczerpnięte z Internetu i przekazane szwaczce.

Do programu dowolnego solistów awansowało 24 zawodników, zaś Živanović zajął 26. lokatę.

## Osiągnięcia

### Jugosławia, Serbia i Czarnogóra, Serbia
|                                 | Jugosławia | Serbia i Czarnogóra | Serbia i Czarnogóra | Serbia i Czarnogóra | Serbia i Czarnogóra | Serbia |
| Zawody                          | 01–02      | 02–03               | 03–04               | 04–05               | 05–06               | 06–07  |
| Międzynarodowe                  |            |                     |                     |                     |                     |        |
| Igrzyska olimpijskie            |            |                     |                     |                     | 26                  |        |
| Mistrzostwa świata              |            |                     | 29                  | 30                  | 24                  | 30     |
| Mistrzostwa Europy              |            |                     | 21                  | 17                  | 29                  |        |
| GP Cup of Russia                |            | 11                  |                     |                     |                     |        |
| GP Skate America                |            |                     | 7                   |                     |                     |        |
| Nebelhorn Trophy                |            | 6                   | 6                   | 8                   |                     | WD     |
| Memoriał Karla Schäfera         |            | 3                   |                     | 6                   | 9                   |        |
| Helena Pajovic Cup              |            |                     | 1                   |                     |                     |        |
| Krajowe                         |            |                     |                     |                     |                     |        |
| Mistrzostwa Serbii              |            |                     |                     |                     |                     | 1      |
| Mistrzostwa Serbii i Czarnogóry |            | 1                   | 1                   | 1                   | 1                   |        |
| Mistrzostwa Jugosławii          | 1          |                     |                     |                     |                     |        |

### Stany Zjednoczone
| Zawody                           | 92–93          | 93–94          | 94–95          | 95–96          | 96–97          | 97–98          | 98–99          | 99–00          | 00–01          |                |                |                |                |                |                |                |                |
| Międzynarodowe                   | Międzynarodowe | Międzynarodowe | Międzynarodowe | Międzynarodowe | Międzynarodowe | Międzynarodowe | Międzynarodowe | Międzynarodowe | Międzynarodowe | Międzynarodowe | Międzynarodowe | Międzynarodowe | Międzynarodowe | Międzynarodowe | Międzynarodowe | Międzynarodowe | Międzynarodowe |
| -------------------------------- | -------------- | -------------- | -------------- | -------------- | -------------- | -------------- | -------------- | -------------- | -------------- | -------------- | -------------- | -------------- | -------------- | -------------- | -------------- | -------------- | -------------- |
| Mistrzostwa świata               |                |                |                |                |                |                | 16             |                |                |                |                |                |                |                |                |                |                |
| Mistrzostwa czterech kontynentów |                |                |                |                |                |                | 7              | 9              |                |                |                |                |                |                |                |                |                |
| GP Sparkassen Cup on Ice         |                |                |                |                |                |                |                | 5              |                |                |                |                |                |                |                |                |                |
| GP NHK Trophy                    |                |                |                |                |                |                |                |                | 11             |                |                |                |                |                |                |                |                |
| GP Cup of Russia                 |                |                |                |                |                |                |                | 6              |                |                |                |                |                |                |                |                |                |
| GP Skate America                 |                |                |                |                |                |                |                |                | 8              |                |                |                |                |                |                |                |                |
| Nebelhorn Trophy                 |                |                |                |                |                |                | 1              |                |                |                |                |                |                |                |                |                |                |
| Finlandia Trophy                 |                |                |                | 4              |                |                |                |                |                |                |                |                |                |                |                |                |                |
| Golden Spin Zagrzeb              |                |                |                |                |                | 2              |                |                |                |                |                |                |                |                |                |                |                |
| Memoriał Karla Schäfera          |                |                |                |                |                |                | 2              |                |                |                |                |                |                |                |                |                |                |
| Piruetten                        |                |                |                |                | 3              |                |                |                |                |                |                |                |                |                |                |                |                |
| Krajowe                          |                |                |                |                |                |                |                |                |                |                |                |                |                |                |                |                |                |
| Mistrzostwa Stanów Zjednoczonych | 11 J           | 6 J            | 2 J            | 7              | WD             | 7              | 2              | 3              | 5              |                |                |                |                |                |                |                |                |